# بيتر لاندو
بيتر لاندو (بالألمانية: Peter Landau)‏ هو مؤرخ قانوني ‏ ومؤرخ ألماني، ولد في 1935 في برلين في ألمانيا.